# Liv Løberg
Liv Løberg, tidigare namn Liv Else Lindelof och Liv Ranes-Kendall, född 28 maj 1949, är en norsk undersköterska, politiker för Fremskrittspartiet och dömd brottsling. Hennes namn fick massmedial uppmärksamhet i Norge i juni 2010 när det avslöjades att hon hade förfalskat sin meritförteckning, varvid detta accentueras av det faktum att hon var kontorschef på den norska registreringsmyndigheten för sjukvårdspersonal (SAFH). Den 24 april 2012 blev hon dömd för bedrägeri och dömdes till 14 månaders fängelse. Hon avtjänar numera straffet. Hon är suppleant i Stortinget.